# Lilla Fiskaregatan

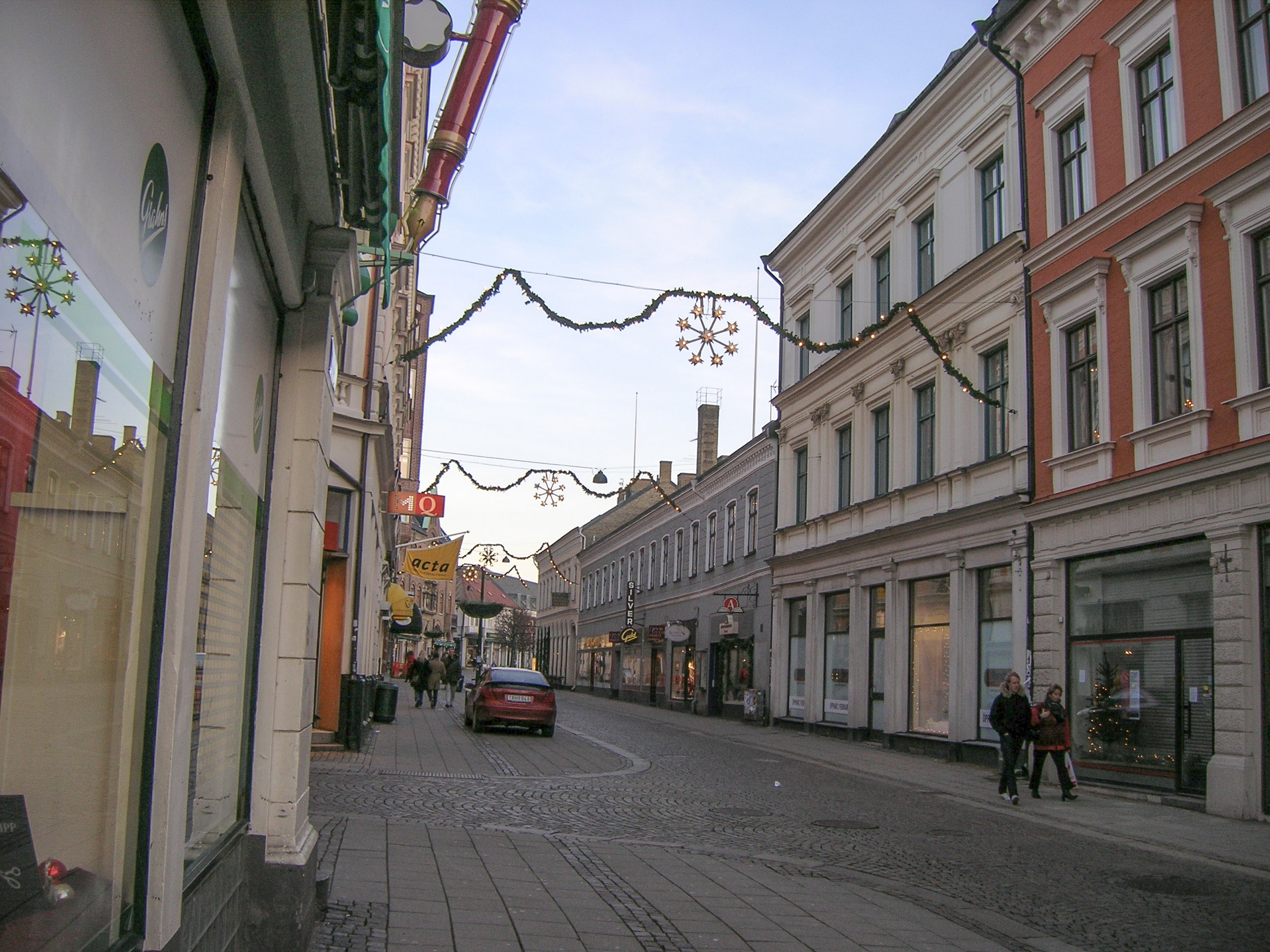
Den forna Clemensgatan, numera den östligaste delen av Lilla Fiskaregatan

Karta som visar Lilla Fiskaregatan och dess parallellgata Klostergatan.

Lilla Fiskaregatan är en gata i Lunds stadskärna som går mellan Stortorget och Bantorget. Nuförtiden är gatan en populär affärsgata. Hela gatan är gång- och cykelväg med utplanade trottoarer.
Längs med gatan finns varierande arkitektur med några envåningshus från 1800-talet samt flervåningshus i nyrenässans och nyklassicism från senare delen av 1800-talet.
Den östligaste delen av gatan (från Stora Gråbrödersgatan och fram till Stortorget) hade fram till 1922 det officiella namnet Clemensgatan (även Clementsgatan eller Klementsgatan), ett namn som numera fallit ur bruk. Gatan var uppkallad efter den vikingatida-medeltida Sankt Clemens kyrka.